# 4443 Paulet
4443 Paulet (1985 RD4) là một tiểu hành tinh vành đai chính. Nó được phát hiện bởi Henri Debehogne ở Đài thiên văn La Silla ở Chile, ngày 10 tháng 9 năm 1985.